# John Loaring
John Loaring   (Winnipeg, 3 d'agost de 1915 - Windsor, 21 de novembre de 1969) va ser un atleta canadenca, especialista en curses de tanques, que va competir durant la dècada de 1930.
El 1936 va prendre part en els Jocs Olímpics d'Estiu de Berlín, on va disputar tres proves del programa d'atletisme. En els 400 metres tanques va guanyar la medalla de plata, en acabar rere l'estatunidenc Glenn Hardin, mentre en els 4x400 metres fou quart i en els 400 metres sisè.
En el seu palmarès també destaquen tres medalles d'or als Jocs de l'Imperi Britànic de 1938. En la cursa de les 440 iardes tanques va aconseguir un temps de 52,9", rècord canadenc fins al 1966. Aquests èxits van fer que fou guardonat amb el trofeu JW Davies com a atleta canadenc de l'any 1938.
L'esclat de la Segona Guerra Mundial va posar fi a la seva carrera atlètica. Entre el 1940 i el 1947 va servir a la Royal Canadian Navy. El 1941 va sobreviure a l'enfonsament del cuirassat Fiji a les aigües de la Mediterrània durant la batalla de Creta.
El 2015 fou incorporat al Canada's Sports Hall of Fame.

## Millors marques
- 400 metres. 48.0" (1938)
- 400 metres tanques. 52.6" (1938)[1][5]